# إيرل غاردنر (لاعب كرة قاعدة)
إيرل غاردنر (بالإنجليزية: Earle Gardner)‏ هو لاعب كرة قاعدة أمريكي، ولد في 24 يناير 1884 في سبارتا في الولايات المتحدة، وتوفي بنفس المكان في 2 مارس 1943.

## وصلات خارجية
- إيرل غاردنر على موقعبيزبول رفرنس.كوم (الدوري الرئيسي) (الإنجليزية)
- إيرل غاردنر على موقعبيزبول رفرنس.كوم (الدوري الثانوي) (الإنجليزية)